# Comité pour une Internationale ouvrière
 (mars 2019).
Pour les articles homonymes, voir CIO.
Le Comité pour une Internationale ouvrière (CIO) est une internationale se réclamant des idées de Marx, Engels, Lénine et Trotsky et des principales décisions des quatre premiers Congrès de fondation de la IIIe Internationale et de divers documents du mouvement marxiste depuis 1938, année de fondation de la IVe Internationale par les partisans de Trotsky.
Se réclamant du trotskisme, elle se considère comme l'embryon de la future Quatrième Internationale, l'actuelle étant considérée comme dégénérée. Son but est de former des partis révolutionnaires de masse à l'échelle mondiale. Elle possède des sections dans une quarantaine de pays sur les cinq continents.

## Origine
Le CIO est fondé en 1974 à l'initiative de la Militant tendency, organisation trotskiste pratiquant l'entrisme dans le Parti travailliste britannique.
À l'origine, la Militant tendency groupée autour de Ted Grant et Peter Taaffe, décide de pratiquer l'entrisme au sein du Parti travailliste afin d'éviter l'isolement des masses. En effet, celle-ci considère que la croissance économique et les conquêtes sociales obtenues jusqu'après la Seconde Guerre mondiale ont permis à la social-démocratie de rester crédible, du moins temporairement, auprès de la classe ouvrière. Il s'agit de ne pas s'isoler et de travailler politiquement là où les masses ouvrières se trouvent afin de dénoncer le rôle réactionnaire de ses directions pro-capitalistes.
Grâce à de nombreuses rencontres internationales des jeunesses socialistes, la Militant tendency parvient à créer des groupes correspondants dans divers pays européens et du monde entier comme la Suède, le Sri Lanka ou l'Irlande. C'est en 1974 que se formalisent ces liens avec la création du CIO. Ces groupes travailleront au sein du Socialistische Partij en Belgique néerlandophone sous le nom de Vonk (L’Étincelle), au sein du Parti du peuple pakistanais de Zulfikar Ali Bhutto au Pakistan ou encore du Congrès national africain en Afrique du Sud.

## Fin de l'entrisme
Au début des années 1990, la majorité du CIO estime que la social-démocratie a fini de perdre la confiance des travailleurs. Face à ce constat, la politique d'entrisme n'a plus de sens et le CIO décide donc de quitter les partis sociaux-démocrates et de créer des organisations indépendantes.
C'est ainsi que naît en Angleterre le Militant Labour renommé depuis Socialist Party, en Belgique le Militant Links renommé depuis Parti socialiste de lutte. La décision de s'organiser et de former des organisations indépendantes provoque une scission au sein de l'internationale : ne suivant pas la majorité, les partisans de Ted Grant poursuivront leur travail au sein des partis de masse et s'organiseront internationalement dans la Tendance marxiste internationale.